# Thomas Fearnley
För andra betydelser, se Thomas Fearnley (olika betydelser).

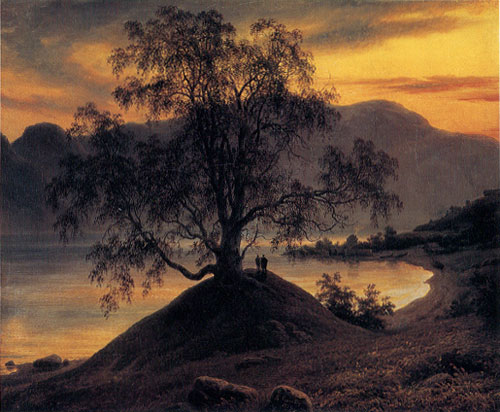
Sidenbjörken (1839)

Thomas Fearnley, född 27 december 1802 i Fredrikstad, Norge, död 16 januari 1842 i München, var en norsk konstnär. Fearnley var bror till astronomen Carl Fredrik Fearnley, far till skeppsredaren Thomas Nicolai Fearnley samt farfar till Thomas Fearnley den yngre.
Fearnley studerade i Kristiania och Köpenhamn samt för Carl Johan Fahlcrantz vid Konstakademien i Stockholm 1823-1827 där han tilldelades tre högre stipendier och ett statligt understöd. Han medverkade i Konstakademiens utställning 1824 med landskapsmålningar och var representerad vid Liljevalchss utställning Stockholm i bild 1919. Under studieresor i Italien, Frankrike och England mognade han och han blev en av de mest kända norska nationalromantiska målarna bredvid Johan Christian Dahl. Bland hans främsta verk märks Labroforsen (1837) i Konstgalleriet, Oslo. Fearnley är representerad vid bland annat Göteborgs konstmuseum.
Han var son till köpmannen Thomas Fearnley (1768-1834) och Maren Sophie Paus (1782-1838). Fearnleys farfar utvandrade till Halden på 1700-talet från Kingston upon Hull i norra England.